# 克劳德·维维尔
克劳德·维维尔（法語：Claude Vivier，法語發音：[klod 'vivje]；洗名克劳德·罗歇（法語：Claude Roger）；1948年4月14日－1983年3月7日），加拿大当代古典音乐作曲家、钢琴家、诗人和魁北克民族音乐学家。在科隆跟随卡尔海因茨·施托克豪森学习后，维维尔成为“德国反馈”（英語：German Feedback）音乐运动的创新成员，现在被认为是频谱音乐的一种。他也是欧美第一批将巴厘岛音乐和甘美蘭元素融入作品的作曲家，与卢·哈里森、和同样来自魁北克的科林·麦克菲一起。
尽管维维尔作曲节奏缓慢，留下的作品也不多，但他的音乐语言是巨大而多样的。他在作品中创新地操纵泛音列，并加入微分音来复制这些频率，这确立了他在欧洲频谱主义运动中的地位；他后来将这种作曲技术称为色彩游戏（法語：jeux de couleurs）。他还将序列主义、十二音技法、具象音乐、延伸技巧、超现实主义、魁北克传统民歌等元素融合。维维尔作品的主题在很大程度上被看作是自传式的——常围绕着孤独和被排斥，寻找爱和伴侣，以及于异国他乡的航行。他利用自己的个人经历来推进一种前卫的风格，用法语、德语和他的自创语言（法語：langue inventées）创作声乐。他被认为是加拿大历史上最伟大的作曲家之一；利盖蒂·捷尔吉将维维尔推崇为“他那一代最重要、最具原创性的作曲家”。
维维尔是已出柜的男同性恋者。他在法国巴黎被残忍地谋杀，年仅34岁。他的死亡在欧洲和北美都成为热议话题，他也是当代历史上最引人注目的恐同暴力受害者之一。许多人认为他是LGBT群体历史斗争的殉道者，但部分评论家和维维尔的密友认为他是在严重的抑郁和焦虑之后故意安排自己的死亡。

## 早年

### 童年
据信，克劳德·维维尔于1948年4月14日出生在魁北克省蒙特利尔附近，当日被他的母亲自愿安置在圣米歇尔孤儿院（法語：La Crèche Saint-Michel；已不再运营）。她和维维尔父亲的名字、种族和出身都不详。

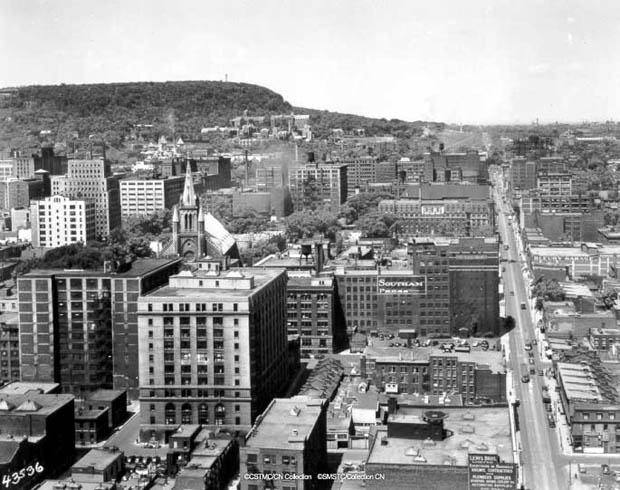
1940年代蒙特利尔市中心的景色，维维尔在这里长大

维维尔在晚年认为，他很可能不是法裔加拿大人。他经常把他父母的故事和遗产神话化，有时会告诉人们他的家庭是德国人、东欧人或是犹太人等。他的朋友菲利普·波洛尼（Philippe Poloni）转述说：“他认为他的父亲是指挥家，或者他的母亲是乐手，他们在蒙特利尔相遇。或者类似这样的事情，非常浪漫。他总是说他的德语和意大利语说得很好，他与这两种语言有着天然的联系，因为他身上流着意大利人和犹太裔德国人的血液。”他一生寻找他的亲生父母无果。这种挫折感和空洞的身份认同激发了他的许多作品，包括《孤独的孩子》（1980年）。

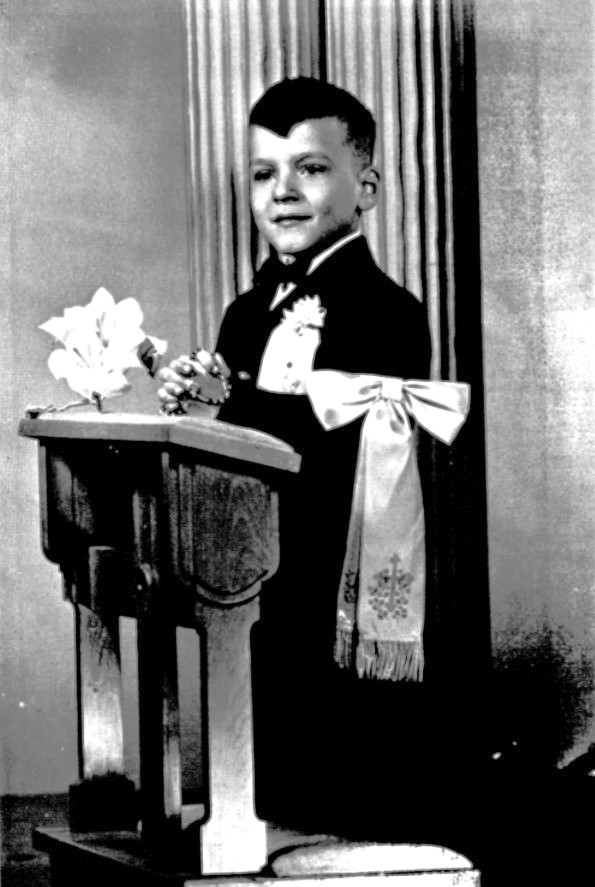
年轻的维维尔在他的第一次圣餐会上，约1950年代中期

接到维维尔后，管理孤儿院的宗教组织灰色修女给他起了个名字“克劳德·罗歇”，随后在圣婴耶稣教堂（法語：Église Saint-Enfant-Jésus）受洗。他被当作智障儿童，且修女们认为他是“既聋又哑”。除此之外，由于缺乏记录，他在孤儿院的早期生活不知其详；他可能存在的學習障礙都没有得到诊断。
他在两岁半时被来自麦尔安德的工人阶级家庭收养，父母是阿尔芒·维维尔（Armand Vivier），母亲是让娜·维维尔（Jeanne，原姓马索，Masseau），他们原先育有两个孩子。这对夫妇多年前曾遭遇流产，他们正在寻找一个年轻女孩来收养，但发现蒙特利尔的每家孤儿院都只有男孩；圣米歇尔的孤儿众多，他们选择克劳德的原因仍未知。孩童时期的维维尔富有魅力、易兴奋，但他在这个严格的天主教徒大家庭中麻烦重重。1950年圣诞节后，克劳德因不明原因被家人短暂带回了孤儿院，但在大约半年后于1951年8月又被接回。据称，他在六岁时学会了说话，在此之前，维维尔夫妇曾考虑将他送到精神病院。
八岁时，维维尔被他的养叔约瑟夫（Joseph）强奸了。他在一次例行的忏悔中向一位牧师透露了这一情况，据说牧师告诉他，除非他告诉他的父母，否则他不会得到宽恕。父母在维维尔复述这件事后对他大发雷霆，认为他不是在撒谎就是应该对此事负全责。这给他们的关系造成了很大的压力，维维尔最终与家人交流的时间越来越少；而约瑟夫的性虐待在此后的几年里一直在持续。在维维尔九岁或十岁的时候，他们全家搬到了北边的拉瓦勒郊区，由于经济持续困难，他们经常四处搬家。这些几乎不断的迁移让维维尔感到沮丧，他也变得越来越孤独：“我记得当我还是个孩子的时候，我们搬了家——我在街上四处寻找朋友，但回到家里时，我低着头，仍然没有朋友。”

#### 青春期
13岁时，维维尔的父母让他进入聖母小昆仲會开办的寄宿学校，小昆仲会是法国天主教组织，为年轻人的神职做准备。维维尔回忆说，诗歌是他最喜欢的课程，他特别着迷于阿蒂尔·兰波和埃米尔·内利根的作品。他还对语言学和历史文学产生了浓厚的兴趣，研究古希臘語和拉丁语的结构，这对他后来的自创语言（法語：langue inventées）有很大的影响。他因较高的成绩成为教会神职申请人，并开始和同好者交朋友。他的成绩在圣约瑟夫高级见习学校（法語：Juvénat Supérieur Saint-Joseph）34人的班级中名列前茅，两年的平均考试成绩为百分之80。维维尔第一批存有记录的诗歌，包括《圣诞节》（法語：Noël）和受达达主义启发的《不是小确幸》（法語：Not' petit bonheur，1965年），就是在这个时期创作的。
维维尔在上课时发现自己是同性恋，并体验到他称之为对男同学的“爱慕-友情”（法語：l'amour-amitié）。1966年，18岁时，他向他的朋友和家人出柜，尽管同性恋行为当时在加拿大仍是非法的，并会受到严重的谴责。随后，他在学年中途被圣亚森特的见习学校开除；小昆仲会给出的理由是他的“不当行为”和“不够成熟”，但音乐史学家普遍认为基督教对同性恋的不容忍才是真正的原因。据称，维维尔在收到开除通知后啜泣了几个小时，认为他在小昆仲会的日子是他唯一真正快乐的时光。然而，从那时起，他也不再试图隐藏自己的性取向。

### 首次学习音乐

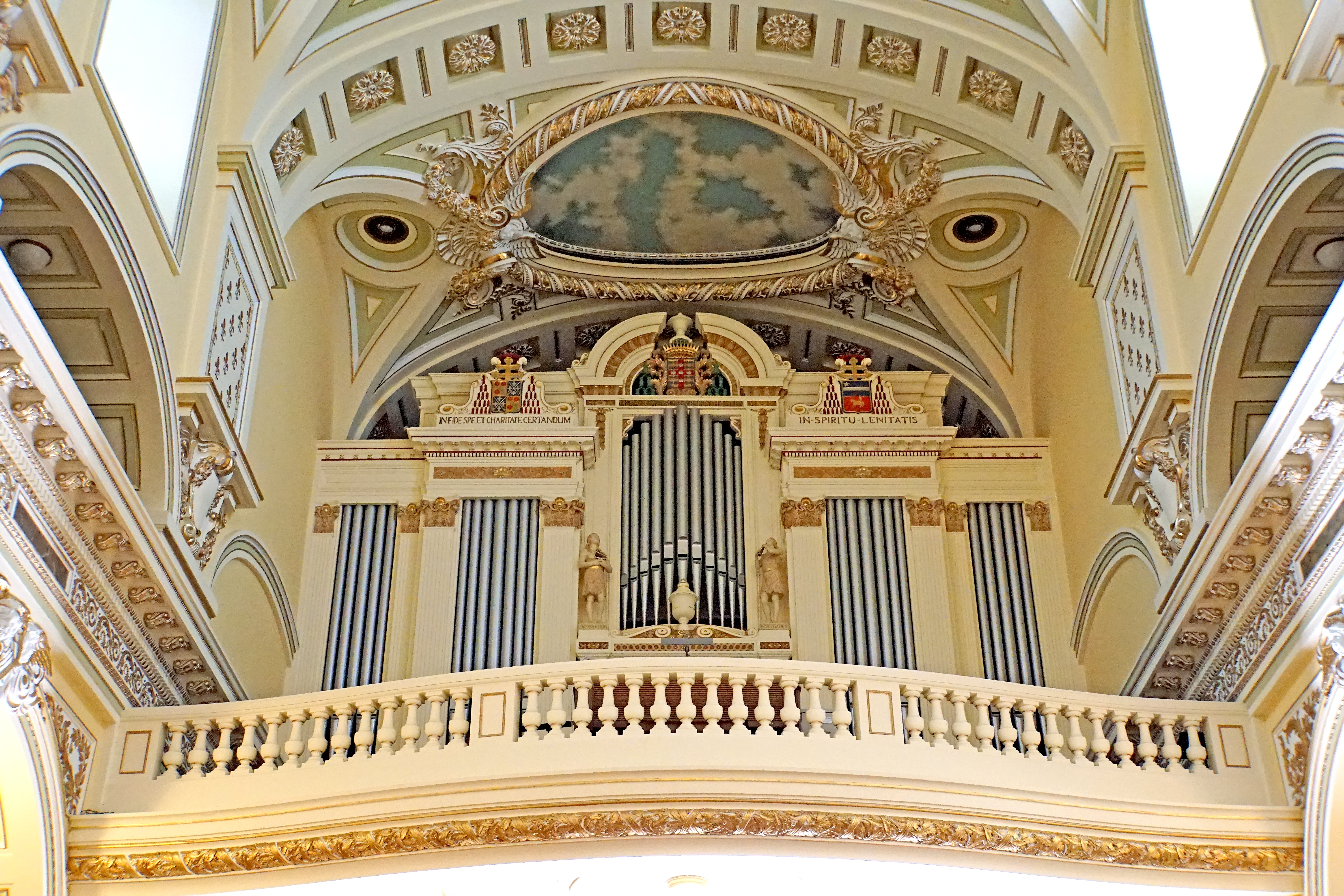
魁北克圣母圣殿主教座堂的管风琴，维维尔十几岁的时候时不时会在这里演奏

维维尔第一次接触音乐是在家附近的教堂弥撒时唱讚美詩。他后来回忆起在圣诞夜午夜弥撒中的一次经历，认为是一种“启示”。他的养父母购买了一架立式钢琴，并在他14岁时偶尔帮助提供钢琴课。他已知最早的作品是作于这一时期，他也是在同一时期开始从他的音乐中获利的；据他的养姐吉塞勒（Gisèle）说，他在十几岁时就给同龄人上音乐课，并为附近阿洪奇的芭蕾舞学校演奏钢琴伴奏。他还对管风琴产生了兴趣，在蓬维奥社区寻找各种可以练习和表演的教堂。由于他没有从小昆仲会那里得到多少音乐教育，他几乎完全是自学成才。维维尔的同学吉勒·博勒加尔（Gilles Beauregard）回忆说，他对演奏和研究莫扎特、柴可夫斯基、巴托克和勋伯格的作品非常着迷。据信，维维尔在20岁之前写了几首钢琴伴奏的艺术歌曲和管风琴前奏曲，几乎所有这些作品后来都丢失或被毁。维维尔的朋友米歇尔-乔治·布勒让（Michel-Georges Brégent）回忆说，他在1967年写了一首受巴托克启发的《钢琴前奏曲》（法語：Prélude pour piano），但它似乎在后来被维维尔销毁了。
尽管维维尔自己是个虔诚的天主教徒，但鉴于他之前被教会开除，他最终决定不从事神职；他在离开见习学校后做了各种零工来维持经济状况，在拉瓦勒地区的五金店、伊頓百貨和餐馆打工。1967年秋天，他终于得以进入蒙特利尔魁北克音乐学院学习。
他师从欧文·海勒（Irving Heller）学习钢琴，师从伊莎贝尔·德洛姆学习和声和对位法，师从弗朗索瓦丝·奥比-普拉特（Françoise Aubut-Pratte）学习赋格，师从吉勒·特朗布莱学习作曲。维维尔是特朗布莱最热情和专注的学生之一，后者回忆说：“他求知欲极强。他非常渴望学习，有时渴望得累人，会课后在走廊追着我，问我问题。”特朗布莱是奥利维埃·梅西安的学生，他拒绝专注于特定的历史时期和音乐风格，认为音乐创作的概念是包罗万象的。他与他的学生在课上一起分析对比鲜明的流派，包括额我略圣歌，以及约翰·塞巴斯蒂安·巴赫和阿尔班·贝尔格的音乐。这种独特的视角在当时激发了维维尔未来融合不同音乐影响的风格。他在音乐学院完成的作品包括《弦乐四重奏》（法語：Quatuor à cordes，1968年）、《奥吉卡瓦》（Ojikawa，1968年）和《增生》（法語：Prolifération，作于1969年，1976年修订）。特朗布莱后来成为维维尔作为严肃作曲家的支持者、推广者，且与他建立了密切的友谊。
维维尔在蒙特利尔与叫迪诺·奥利维耶里（Dino Olivieri）的人开始了他第一段已知的浪漫关系。有一张维维尔这段时期给奥利维耶里的明信片上写道：“也许，我十分爱你……”

## 职业生涯

### 留学欧洲

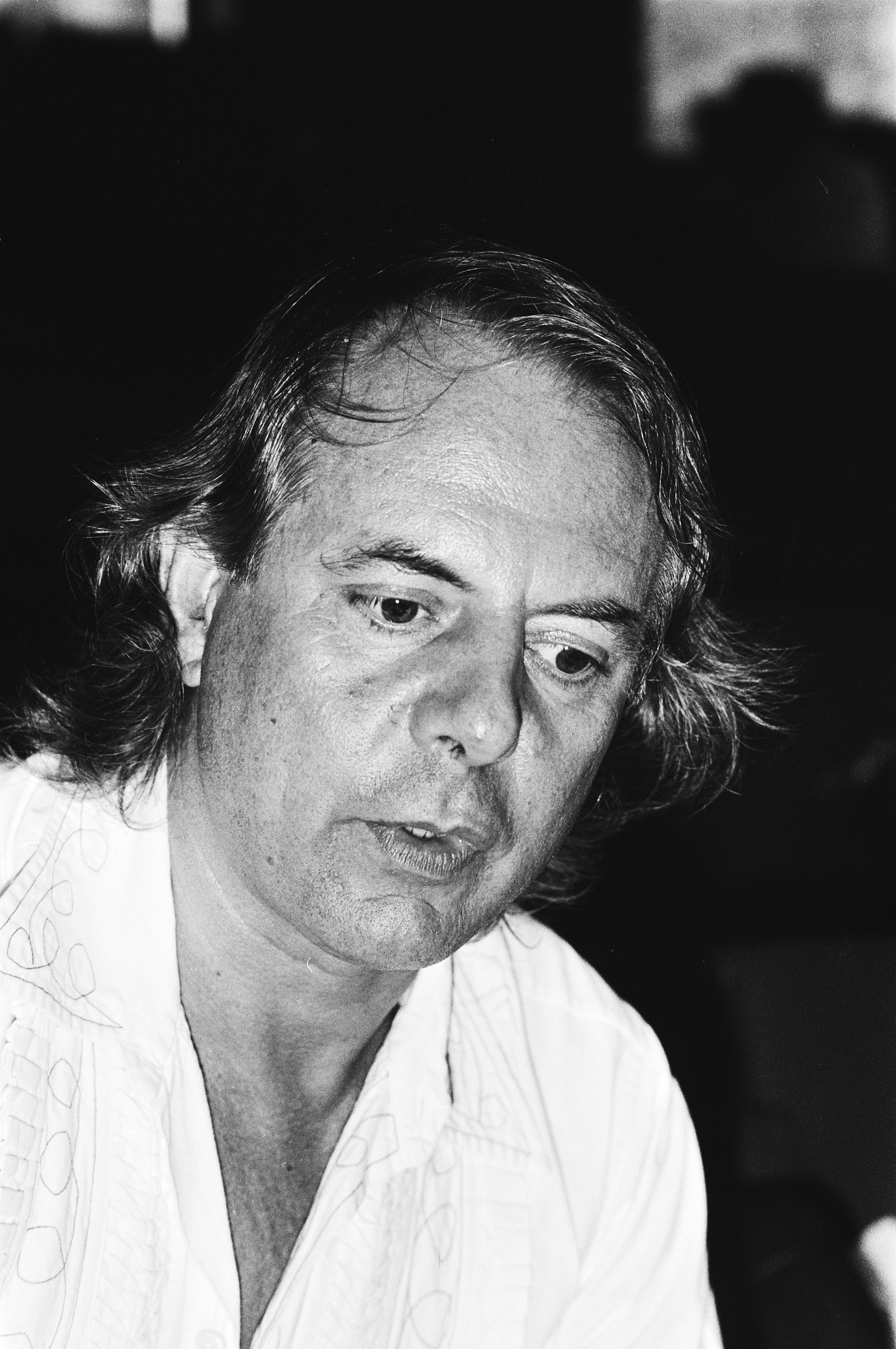
德国作曲家卡尔海因茨·施托克豪森（图）教授了年轻有志的维维尔，并对其产生重要影响

1971年，在师从吉勒·特朗布莱学习之后，维维尔在欧洲学习了三年，先是在巴黎音乐学院师从保罗·梅法诺，在声学研究所师从戈特弗里德·米夏埃尔·柯尼希，最后在科隆师从著名现代主义作曲家卡尔海因茨·施托克豪森。他于1968年参加了蒙特利尔一场新音乐音乐会，第一次听到施托克豪森的音乐，随后便被他的实验式音色处理方法所吸引。维维尔搬到科隆，希望能跟他学习，最初被拒绝了。据称，施托克豪森视奏了维维尔的一份手稿，并向他的学生感叹道：“看看这！看看这创作！你会接受这样的人做学生吗？这个人永远不会成为好的作曲家，写成这样！”他后来申请施托克豪森的达姆施塔特夏校课程再次被拒绝，最终在1972年学年第一学期被录取，并同时师从汉斯·乌尔里希·洪佩特（Hans Ulrich Humpert）和理查德·图普教授。
维维尔深受施托克豪森的影响，并经常将他推崇为音乐史上最伟大的人物。然而，施托克豪森最初并不看好热情的维维尔。图普曾说：“矛盾的是，施托克豪森似乎从未像对待其他大多数学生那样认真对待克劳德。”然而，这并没有阻止维维尔；“克劳德是施托克豪森班上迄今为止最忠诚的追随者（事实上，我认为忠诚是克劳德的主要特征之一），也是唯一在任何程度上都与施托克豪森的精神面貌相媲美的人。”他在同学中有一定的名气，也经常因为他凌乱、古怪的外表和不加遮掩的浮夸而被取笑、讥讽。 尽管如此，维维尔还是与一些同行建立了友好的关系，包括热拉尔·格里塞、同样来自魁北克的瓦尔特·布德罗和霍拉蒂乌·勒杜列斯库。维维尔之后还在达姆施塔特演出的勒杜列斯库作品《永恒起源的洪水》（英語：Flood for the Eternal's Origins，1970年）中担任打击乐手，该作品被作曲家描述为为“全球的声源”而写。
他的早期作品有发明衍生自他的老师，包括对序列主义和十二音技法的激进处理。然而，维维尔与他的老师和同时代的不同，他继续使用旋律作为其作品的驱动力。他还开始创作实验性的电子原音音乐，灵感来自于他在乌得勒支的第一个学期，所有这些作品都是为磁带而作的。他在施托克豪森的指导下写的第一部作品是《歌》（法語：Chants，1973年），为七名女声，他将其描述为“我作为作曲家存在的第一个时刻”。维维尔此时掌握了他在未来的作品中采用的方法类型的一个先例：使用环形调制。在施托克豪森的作品中，为两架钢琴和电子装置而作的《曼怛罗》（1970年）与维维尔的作曲生涯关系最为密切。

#### 风格转移
在1972年和1973年之间，维维尔剧烈地改变了他的音乐语言。他拒绝了十二音音乐，认为它“太局限”，并开始进一步发展自己的独特风格。他在他的声乐作品中探索了单声和主音的可能，并更自信地应用他的自创语言和多语言文本。他为大型管弦乐团创作的作品开始显示出阿诺德·勋伯格的声音-色彩旋律（德語：Klangfarbenmelodie）方法、以及古斯塔夫·马勒的后浪漫主义式茂盛表现力的影响。维维尔曾经说过，马勒也许是与他最有共同语言的音乐家；肖邦和莫扎特则是他在音乐应用方面最认同的两个人。

### 回到加拿大

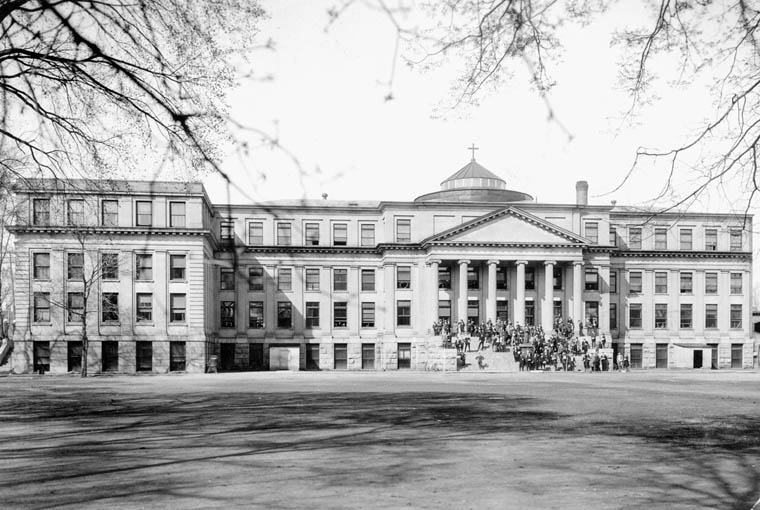
维维尔在1970年代中期领导渥太華大學（图）的现代音乐系

1974年，维维尔在多年来几乎没有得到任何认可后回到蒙特利尔，在他的祖国开启自由作曲家的生涯。他在当地的加利波音乐学校（法語：Galipeau Musique）担任管风琴教师，以支付他在市内新公寓的租金；在重新适应魁北克的生活时，他的经济仍然困难。同年，加拿大廣播公司委托维维尔创作一部管弦乐作品，由马里于斯·康斯唐指挥的加拿大国家青年乐团演奏。《悉达多》（1976年）由此而来，经过多次修改，几乎两年才完成。这是他当时最大胆的作曲工作；利盖蒂·捷尔吉指出，这是他对亚洲音乐，特别是拉格的首次涉猎。乐团在收到乐谱后不久就联系了维维尔，说这部作品太过复杂，技术难度大，不适合演出——这部作品直到他逝世后四年才得到首演。
在此期间，维维尔担任了其他教授和教学工作，包括在拉瓦勒的蒙莫朗西学院、蒙特利尔大学和渥太華大學。他曾告诉采访者，他在蒙莫朗西“不受欢迎”，并被某位同事描述为“灾难性的”教师。他在渥太华大学的日子则收获颇丰；1975年，他被安排负责该大学最重要的当代乐团，当代音乐作坊（法語：Atelier de musique contemporaine）。他的教学合同从1975年10月到1976年4月持续了七个月，每小时的工资大约为20美元。他频繁从他在蒙特利尔的公寓乘公共汽车到渥太华的音乐系。

### 民族音乐学之旅

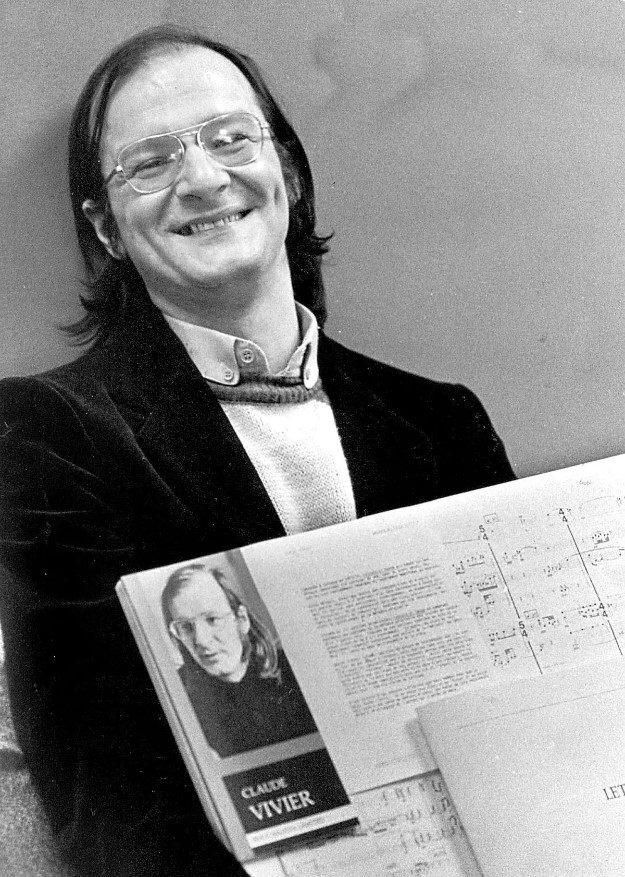
约1980年2月的维维尔，拿着他1979年的歌剧《哥白尼_(维维尔)》的管弦谱

从1976年底到1977年初，维维尔花了一些时间到埃及、日本、伊朗、泰国、新加坡和巴厘岛旅行，记录这些地区的音乐学。他遇到的不同音乐文化和传统很快渗透到他自己的作曲风格中；最突出的变化是他开始执于更复杂的节奏。他以伊朗城市命名的钢琴作品《设拉子》（1977年）包含一连串交错的节奏组合和极速的节拍。维维尔在听到两名盲人歌手在城市的市场广场上表演后受到启发而写下这部作品。他在作品演出的介绍册子中写道，他觉得设拉子是“一座珍珠般的城市，一颗被大力雕刻的钻石”。 他在日记中用三个词描述了在新加坡的旅程：“钟声：快乐。狂喜。”
他参观了东京的歌舞伎剧院，被音乐和身体表演的仪式特征所震撼。他随后创作了《日本国》（Zipangu，1980年），一部充满日本音乐风格影响的弦乐作品，并加入了南印度卡纳提克音乐的元素（以弦乐模仿弹拨尔的声音、塔拉式的节奏、进一步使用拉格和查拉纳塔调式等）。该作品的标题取自日本以前的的外名，大致翻译为“日出之地”。《日本国》被许多人认为是维维尔最具侵略性和“无情”的作品，因为它具有大量的弦乐延伸技巧（巴托克拨弦和超常压力的弓），以及复杂旋律之上密集的和声内容。

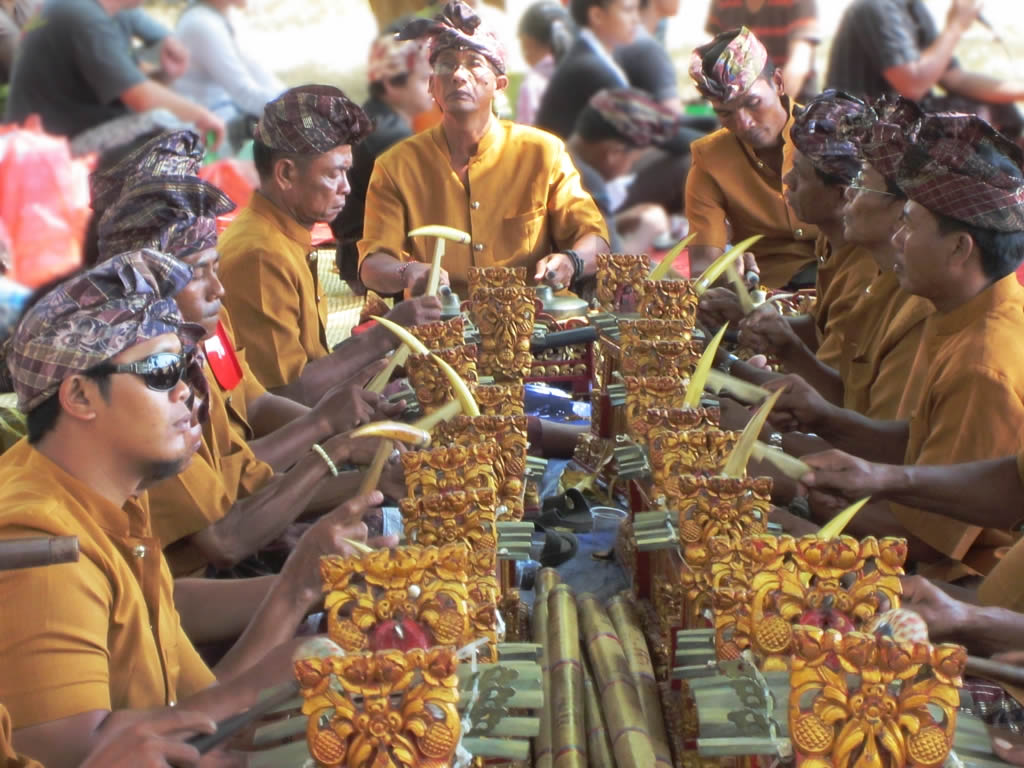
传统的巴厘岛甘美蘭管弦乐队，维维尔对此广泛研究

巴厘岛是他花费时间最多的地方，他细致地分析了该地区的传统甘美蘭音乐，并试图学习巴厘语。他保留了一本非常详细的笔记本，他在上面记录了他从当地村民那里学到的一切，包括一张用巴厘语标注的身体部位的解剖图。他把他的巴厘之行描述为：“一堂关于爱、关于温柔、关于诗歌和关于尊重生命的课”。乐队作品《神之岛》（即巴厘岛的昵称；1977年）和《帕拉马里博》（Paramirabo，1978年）都直接受到了甘美兰的影响，维维尔在两个无调性旋律之间使用了克特堪（一种类似于欧洲嚆唶调的节奏交替模式）的变种。
他于1977年1月在泰国结束了他的旅程并返回蒙特利尔，比他最初预计的时间短了六个月。原因有争议，但他在给加拿大艺术委员会的信中说，这次旅行使他“身心俱疲”。

### 事业蓬勃发展

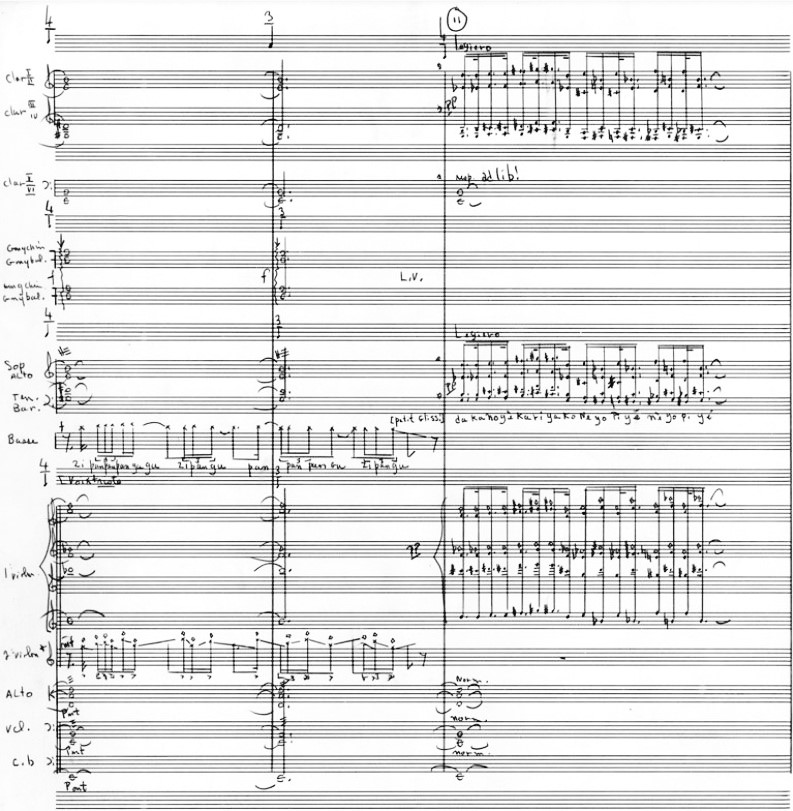
维维尔未完成的康塔塔《一位马可·波罗之梦》（1981–83年）的原始手稿，能看出了他对频谱音乐和色彩游戏的探索

维维尔与魁北克钢琴家洛兰·瓦扬古、作曲家约翰·雷和西班牙侨民何塞·埃万赫利斯塔在蒙特利尔大学合作，开始了一系列最新当代作品演出的音乐会，名为“新事件”（法語：Les Événements du Neuf）。他为魁北克的皇宫舞团（法語：Le Groupe de la Palace Royale）写了一些作品，包括芭蕾舞剧《情歌》（英語：Love Songs）和《南蒂·马拉姆》（Nanti Malam，1977年），两者都显示他继续受到巴厘岛的影响。《孤独的孩子》（1980年）是另一部加拿大广播公司的委托作品，这次是与温哥华交响乐团合作，塞尔日·加朗指挥。维维尔的小型歌剧《哥白尼》（1979年）于1980年5月8日在蒙特利尔国家纪念碑剧院以管弦乐形式首演，由瓦扬古指挥乐团演出。
同年11月，他短暂旅居欧洲，与老友格里塞和同为法国频谱主义作曲家的特里斯坦·米拉伊讨论。他们一起研究了“低音音符和旋律音符之间关系的频谱计算”。频谱音乐后来成为维维尔最后作品的主要命题。 他将他的频谱技术命名为色彩游戏（法語：jeux de couleurs），一种产生于基本的双声部織體的和声、管弦乐音色融合；在很大程度上受到格里塞作品的启发，如《局部》（1975年）。色彩游戏产生于维维尔对旋律的垂直表现的关注，以及如何利用管弦乐团的各种乐器通过泛音列来复制特定的音色。这与声音-色彩旋律方法的原理的区别相当大，因为维维尔使用频率调制和其他音程算法达到了十二平均律以外的音。在他的乐谱中，他经常以音分为单位指明调性，以便演奏时的频率更加精确。在格里塞去世前不久，维维尔给他的信中写道：“我现在也在用频谱进行创作。你影响了我……只是我把我的扭曲了一点！”
他曾是加拿大音乐中心的成员，1981年被中心评为“年度作曲家”，以表彰他对加拿大当代音乐的持续认可和贡献。

## 晚年和死亡

### 最后一次搬家

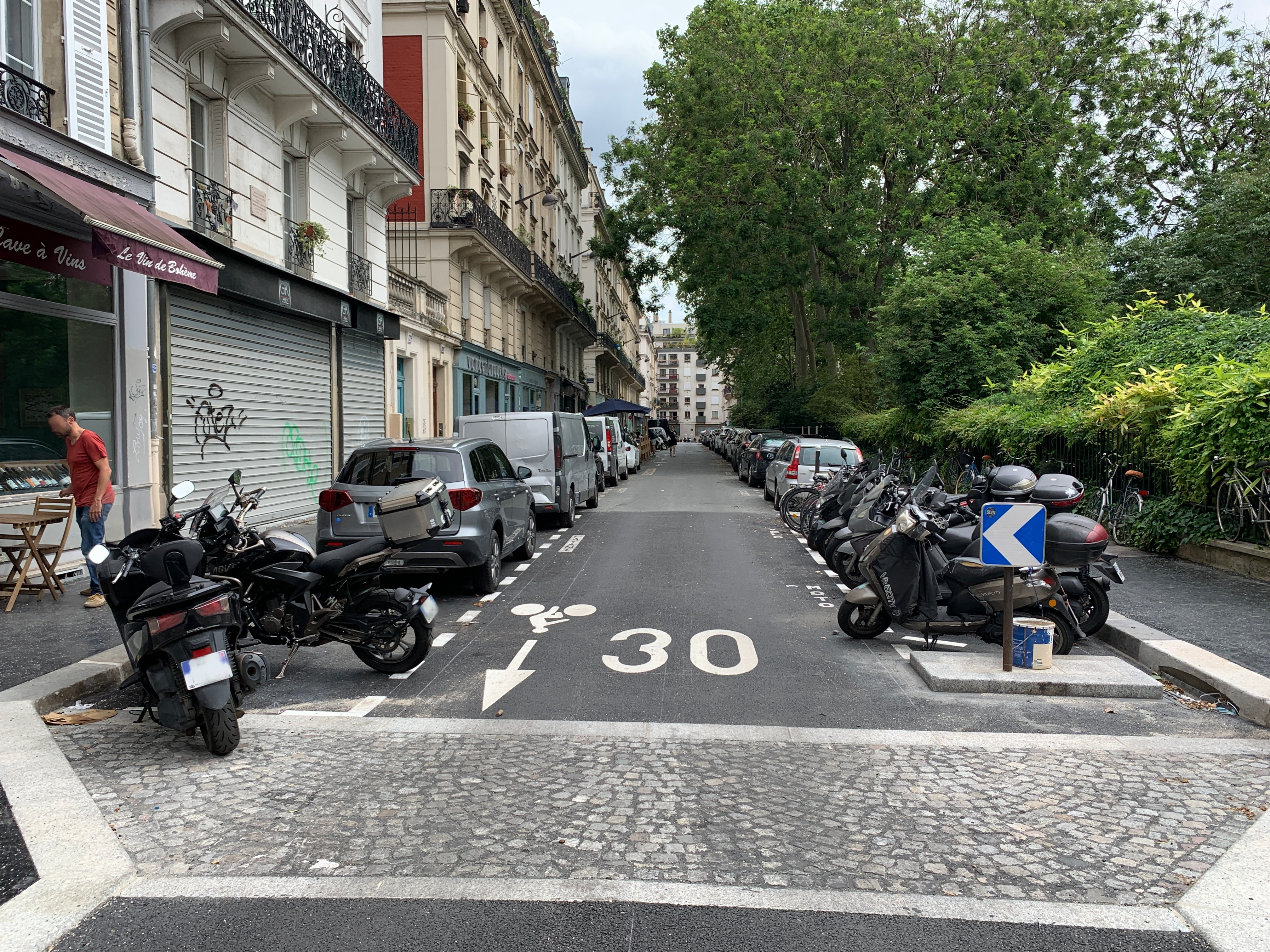
巴黎的吉扬将军街；左起第7个门，22号，是维维尔最后的家，也是他被谋杀的地点

1982年6月，维维尔决定暂时搬到巴黎，因为他认为他已经用尽了在加拿大能被委托的所有乐队和管弦乐团。他将大部分财产留在加拿大，住在巴黎十一區吉扬将军街的小公寓里，位于城市的东北走廊。尽管经济状况不佳，但维维尔在这个城市很有信心，也很高兴；他每天大部分时间都在作曲，首先是创作《为一部想象中的歌剧而作的三首咏叹调》（1982年）。数月后，他与美国作家克里斯托弗·科开始了一段短暂但充满激情的关系，科后来基于此创作了非纪实回忆录《如此时光》（英語：Such Times），将维维尔虚构化。1983年1月24日，维维尔发现科在纽约有另一个男朋友，这段关系就此结束。这是维维尔不多的严肃恋爱关系之一。

#### 首次受害
1月25日晚，在与科断绝关系的第二天，维维尔在巴黎一家同志酒吧遇到一名陌生男子，并将他带回自己的公寓，要求提供性服务。在任何事情尚未发生之前，该男子突然“变得很暴力”，用一把剪刀袭击了维维尔，划破了他的脸和脖子，造成了许多浅的伤口。在袭击者拿走钱包里的东西之前，他还用剪刀剪断了维维尔的电话线。维维尔急忙去找他的朋友菲利普·波洛尼，他住在离他家不远的一个公寓楼里。他在第二天早上的一封信中回忆说：“菲利普对我很好——我在他的怀里哭了——他对我非常温柔——我们聊了一会儿，他照看我，他也处理了我身上的伤口，触动了我的灵魂深处。”波洛尼帮助维维尔重新振作起来，但警告他，该地区有许多诈骗犯（法語：truquer），他可能会再次受骗、被抢劫。
这一事件深刻地影响了维维尔，使他明显更加偏执和自觉：“我害怕，害怕我自己，我害怕我的任务失败——我是如此愚蠢，如此软弱，没有能力完全活出我的创作者的孤独灵魂，然而我必须强迫自己这么去做。”尽管如此，他还是继续逛该地区的其他同志酒吧，他的一些朋友强烈怀疑会再次发生袭击，感到沮丧和担忧。

### 死亡
1983年3月7日星期一晚上，维维尔在美丽城社区的另一家酒吧喝酒，并邀请一名20岁的年轻人帕斯卡尔·多尔藏在他那里过夜。当天晚上和第二天清晨具体发生了什么仍不明，但多尔藏后来承认，他接受维维尔的邀请只是为了抢劫和杀害他。他行罪的确切时间尚不清楚。
周二，维维尔原定与比利时音乐学家哈里·哈尔布赖希在巴黎音乐学院就魁北克的音乐举办午间讲座。他没有出现，哈尔布赖希立即怀疑出了问题：“我很快就开始担心了，因为他的本性告诉我，他对与工作有关的事情是绝对守时和准确的。我给他的住处打了一下午的电话，但没有回复，到了晚上，当我独自做讲座时——唉，我知道发生了严重的事情。”与维维尔共事过的人都了解，他在从事音乐工作时，会把自己关起来，一关就是几个星期，但他从未在没有事先通知任何人的情况下错过任何预定的会议。哈尔布赖希联系了他的姐姐雅尼娜·哈尔布赖希-厄夫拉尔（Janine Halbreich-Euvrard），让她去看看维维尔，她就住在他家附近。她发现他的公寓门锁着，反复敲门也没有回应。哈尔布赖希说：“我当时不得不去布鲁塞尔，让我姐姐通知警察。那个星期六，我姐姐哭着给我打电话，告诉我他们找到他了。”
3月12日星期六，巴黎警方进入他被洗劫一空的公寓，发现他的床下和床边都有血迹，进而发现了维维尔的尸体。他被塞在两个床垫之间，有殴打、扼杀、窒息的痕迹，并被一把大匕首刺了至少四十五次，使他的尸体血肉模糊。匕首刺的力度很大，甚至刺穿了几处床垫，并在墙壁和天花板上留下了血迹。鉴于维维尔的尸体和房屋破坏程度之严重，最先到场的人员起初怀疑是团伙作案。
多尔藏被认为是主要嫌疑人，并在近八个月后的10月26日在克利希广场的一家酒吧被捕。他承认了对维维尔的谋杀，说他用狗项圈勒死了他，并把一块白手绢塞进他的嘴里，以压制他的尖叫声。多尔藏在拿走了维维尔钱包里的几千法郎之后便离开并锁上了公寓门。警方最终发现，多尔藏是无家可归的连环罪犯，在维维尔被谋杀之前，他曾在巴黎袭击过其他同性恋者。他的犯罪手法是进入同志酒吧——尽管他本人不是同性恋——并勾引男人，意图偷取他们的贵重物品并恶意伤害他们，这与其他在巴黎作案的诈骗犯相似。已证实多尔藏以这种方式袭击了多名男子并杀害了除维维尔外两名男子，主要是在玛莱区（目前是法国最大的同志村）的范围内，但真实的数字可能更高。
在多尔藏随后的审判中，法庭得出结论，维维尔和其他受害者被抢劫、攻击和谋杀，是一系列由毒品引发的仇恨犯罪的结果。1986年11月，他被巴黎重罪法院指控三起杀人罪，并被判处無期徒刑。后来，多尔藏在监狱内参与了一系列暴力抗议活动后，于1991年从拉讷默藏的监狱中心转移到安全级别更高的监狱。

#### 葬礼和反响

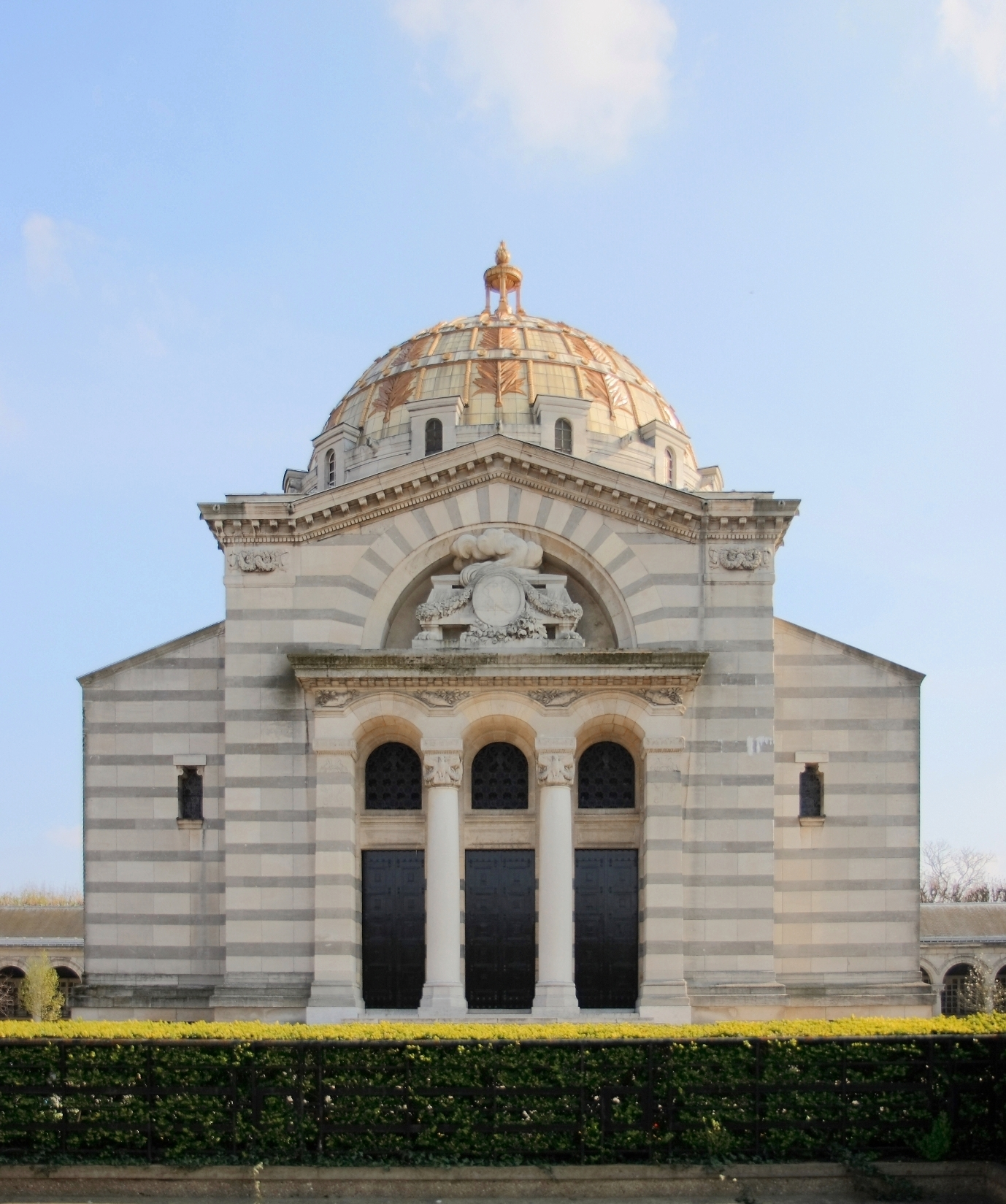
1983年3月23日，维维尔在拉雪兹神父火葬场被火化

由于维维尔没有留下遺囑，巴黎当局最终决定于1983年3月23日火化他的遗体，因为他的身体已经被毁坏得过于严重且过于腐烂，停尸房的工作人员无法对他进行防腐处理。他在拉雪兹神父火葬场被火化，骨灰被运到蒙特利尔安葬。当天，在巴黎举行了一个小型仪式，他的遗体由一个小木箱代替，放在一个简易的棺材里。他的许多朋友和同代的音乐家都参加了，包括格里塞和米拉伊。
4月14日，也就是维维尔的35岁诞辰，在蒙特利尔的圣大阿尔伯特教堂（法語：Église Saint-Albert-le-Grand du Montréal）举行了正式葬礼。演奏的音乐包括《奥吉卡瓦》（1968年）中基于詩篇的歌曲，这是他最早的作品之一。他的骨灰被安放在拉瓦勒的达莱尔殡仪馆（法語：Salon Funéraire Dallaire）。6月2日，在蒙特利尔大学的克洛德-尚帕涅礼堂（法語：Salle Claude-Champagne）举行了一场正式的纪念音乐会，演出的作品包括《增生》（1969年）、《弱强》（Pianoforte，1975年）、《设拉子》（1977年）和《孤独的孩子》（1980）。
当他去世的消息传遍法国和他的家乡魁北克时，维维尔的许多同事和老师都感到震惊。吉勒·特朗布莱说他“完全惊讶”，“……当他去世时，我们非常悲伤。但在某种程度上，我很愤怒。我对他感到愤怒。你知道，当你有这样的天赋时，你没有权利如此愚蠢！”有些人质疑他是否有任何动机让自己被杀，特别是鉴于他长期处于抑郁状态，并对死亡有迷恋。哈里·哈尔布赖希说，在维维尔1月被袭击后，“我们求他搬家，但他无视这些警告，不知对什么可怕的黑暗既迷恋又恐惧。”维维尔的密友泰蕾兹·德雅尔丹（Thérèse Desjardins）和何塞·埃万赫利斯塔、指挥家弗拉基米尔·尤洛夫斯基和其他人认为他是故意安排自己的死亡。然而，并没有具体的证据表明这一点。

## 个人生活

### 概述

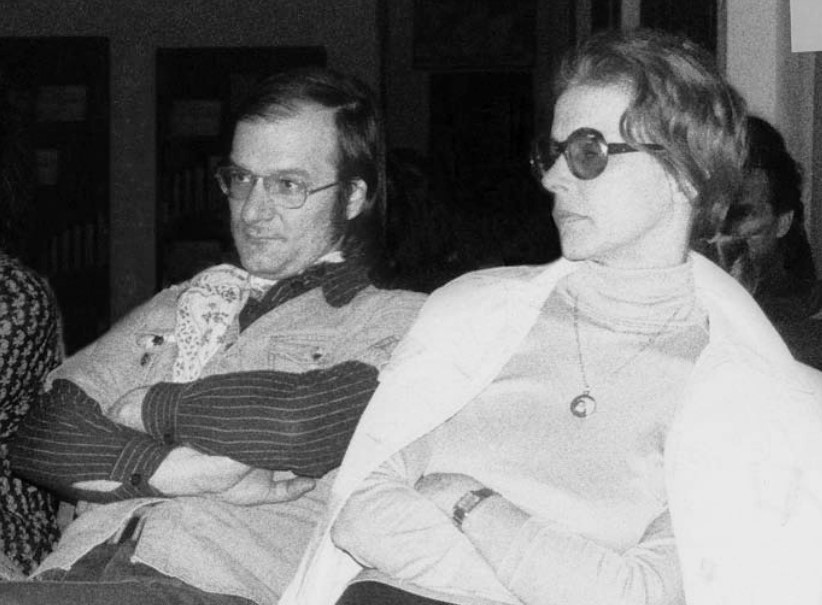
维维尔（左）与朋友泰蕾兹·德雅尔丹坐在一起（约80年代初）

维维尔在他的朋友和熟人中最出名的是他外向的个性、娘娘腔的举止和独特的笑声，有人形容他的叫声类似于鬣狗；或者“非常响亮，有点令人毛骨悚然”。同样，他也有冲口而出的习惯，似乎随意地喊出各种短语和髒話，有人猜测他有某种形式的妥瑞症。这些事件中比较明显的有：他在与老师吉勒·特朗布莱共进午餐时大叫“我是个混蛋！”，以及在戈特弗里德·柯尼希的课堂上反复大叫“狗屎！”。
许多人回忆说维维尔的卫生状况差得难以置信，特别是在他的职业生涯开始的时候。人们注意到他在成年后几乎每天都穿着同一件羊毛大衣，并留着油腻的长发，不修边幅。一位熟人回忆说，他的气味十分可怕、像羊一样，这让他的同学和老师，包括施托克豪森，都感到非常烦恼。
维维尔患有各种焦虑症和极端的恐夜症；他成年后会经常在夜幕降临前给自己宵禁，并在睡觉时经常把卧室的灯打开。他这种恐惧形成的原因未知，但传记作者鲍勃·吉尔摩认为这源于他的童年。维维尔在《孤独的孩子》（1980年）中提到了他的恐夜症，其中有句台词：“不要把我留在黑暗中，你知道我很害怕。”

### 性取向和认同
维维尔属于历史上第一批公开的同性恋古典作曲家，他的许多作品，包括在他十几岁时写的诗，都反映了进步和同性恋主题。他讨论“所有自己支持的极端女性主義思想。我有一种感性，非常女性主义，或者说非常同性恋，或者说，这种思维最后超越了通常的模式，即男性/女性，支配/被支配……我保持亲密，我的音乐是非常亲密的。”在他生命的最后几个月，他开始创作一部歌剧，名为《柴可夫斯基：俄罗斯安魂曲》（法語：Tchaïkovski, un réquiem Russe），其中他表达了对柴可夫斯基在他的性取向揭露后被命令自杀的理论的支持。他向联合国教科文组织的音乐相关部门宣布了这一项目，并向哈里·哈尔布赖希咨询了剧本方面的帮助，但手稿完成得很少，这部歌剧也从未上演过。
一些维维尔的朋友和历史学家指出他过着一种有点波希米亚的生活方式：他一生中有无数的情人和风流韵事，唯一被确认身份的是迪诺·奥利维耶里和克里斯托弗·科。维维尔特别喜欢刻板印象式的肌肉发达、穿着皮衣的摩托车手。众所周知，他对地狱天使摩托帮的生活方式和戏剧性感兴趣，并曾在给朋友的信中提到他的性虐倾向：“暴力是迷人的，也是色情的。你每次都可以更进一步。”他在接受魁北克LGBT杂志《双灵》（法語：Le Berdache）采访时说：“我不再为自己是个同性恋（英語：faggot，本身具有侮辱义）而感到遗憾”，这句话反映了他曾受的苦难以及接受自己性取向的新的信心。
人们认为维维尔死时携带HIV病毒，因为克里斯托弗·科在1980年代初曾检测出艾滋病阳性，大约是在两人约会时。菲利普·波洛尼多年后说：“我认为如果克劳德没有死于谋杀，他会死于艾滋病。我认为他的道路就是这样的。”科本人于1994年死于与艾滋病有关的并发症。

#### 种族
尽管没有证据表明维维尔是犹太人，但他一生都坚持认为自己是——他在蒙特利尔使用通靈板后巩固了这一信念：“‘神谕’（在回答‘我是谁’时）叫出了‘犹太人’这个名字。”1982年约·戈尔登贝格餐厅袭击事件发生后，他开始担心自己会成为出于种族动机的仇恨犯罪的受害者，这起反犹太主义的大规模谋杀案距离维维尔在巴黎的住处不到五公里。他在给德雅尔丹的信中写道：“我从来没有如此深刻地体验过种族主义和它的敌意。”

## 音乐

### 概览
普遍认为，维维尔只有48部存世作品，编制类型广泛，包括合唱、室内乐、实验性磁带音乐、大型歌剧等。维维尔的音乐风格在他的职业生涯中一直在转变；他曾经是序列主义的倡导者，在20世纪中后期，欧洲的许多作曲家也参与了序列主义运动，但在后来的日子里，他放弃了序列音乐，并对其流行感到不满：
……如果你回到序列主义，你必须理解他们想做什么。序列主义希望赋予各个音符以自己的重量，它们各自的重量和各自的平衡，所以你会有意识地听到所有的音符。然后你会听到所有的组，所有的组也会有自己的重量。但是，如果你做一个音簇，你说，我有我所有的12个音符，这是胡说八道。
……他们无法将和声序列化。他们无法将垂直关系的重量序列化。因此，不知何故，它变成了不伦不类的垂直世界。……在那些年，他们也犯了很多错误。当你谈论平衡时，你不能简单地说，一到十二个音高，一到十二个动态，以及一到十二个所有的东西。这根本行不通。
维维尔被认为是频谱音乐的创始人之一，他与其他作曲家和施托克豪森的学生，包括厄特沃什·彼得和克拉伦斯·巴洛一起，属于名为“德国反馈”的早期先驱音乐群体中。维维尔的作曲风格与梅西安的风格相似，特别是在主音织体中使用密集的和弦，以及使用东亚乐器，如重新调音的乳头锣和甘美兰相近的键盘乐器和旋律體鳴樂器。就他对他死后兴起的后现代主义潮流的贡献而言，他被认为是达姆施塔特乐派最重要的成员之一。一些音乐学家则将维维尔归类为自成一派的后现代主义作曲家，有着这一时代最早、最有影响的作品。
他的许多作品都围绕着基督教的重要主题，包括室内乐作品《耶稣怜悯》（德語：Jesus erbarme dich，1973年）、《情诗》（德語：Liebesgedichte，1975年）和《传播者》（法語：Les Communiantes，1977年）。尽管他对小时严格的宗教规训很反感，但他仍然保持着强烈的宗教倾向，仍然相信上帝，而不效忠于任何特定的教派。

### 语言和多语言的应用

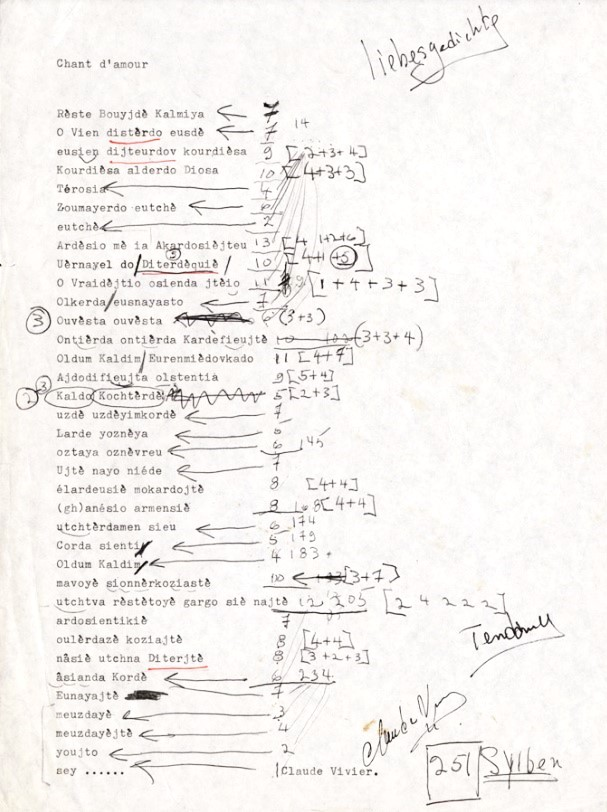
《情诗》中《爱之歌》（Chant d'amour）使用的自创语言早期手稿

维维尔年轻时就对语言学研究感兴趣，他的声乐作品的文本和歌词中使用了许多语言，常常是并列在一起的。他是多语者，会同时学习多种语言——他完全精通法语、德语和英语，但他也对希腊语、拉丁语、意大利语、巴厘语、马来语、日语等做了大量的笔记和研究。他这些语言的受教育程度和对话能力不完全清楚。
维维尔的音乐中有一些多语言文本的例子：《歌》（1973年）主要以拉丁文本为主，有时以被倒着说的形式处理。其他语言的词汇，包括波兰语（mamouchka 表示“母亲”）亦出现。《情诗》（1975年）中类似地使用了维吉尔的《牧歌集》中的拉丁文本，以及许多其他的引文。在《你相信灵魂的不朽吗？》（1983年）的后半部分，男声念白朗诵的文本是法语和英语的结合。

#### 自创语言
维维尔第一次回忆起他小时候创造新语言的倾向，说他缺乏认同和父母导致他“按照自己的意愿编造出身，假装说奇怪的语言。我的整个感性变得精致，而且我逐渐在自己周围绘出一副面纱：我终于得到了保护！”这种技术被使用的第一个例子是在他的作品《奥吉卡瓦》（1968年）中，尽管歌唱者的文本中有一连串无意义的词语（例如 "Niêdokawa ojikawa na'a'a'ouvina ouvi"）——类似于胡戈·巴尔和克里斯蒂安·莫根施特恩等达达主义者的声音诗和伪语法技术。《情诗》（1975年）遵循类似的主题，但文本变得更加统一，并开始形成一种有效的语言的基本要素，包括重复和固定的音位集合。他试图学习他所访问的所有国家的官方语言，而这些大多源自亚洲的语言的影响，在他自己的声音中显示出来。维维尔说：“所有这些语言都是自动书写的结果。我一直在发明我自己的语言。”
维维尔使用的特定音素是特意为其“情感内容”以及它们与发声器官所唱的音符的频率的关系而选择的。他使用带有变音符号的修改版拉丁字母来表示这些声音，但偶尔也会借用其他书写系统的字形，包括西里尔字母。大多数自创语言的单词由单一音节组成；多音节的单词在手稿中经常有意用连字号表示。

### 评价

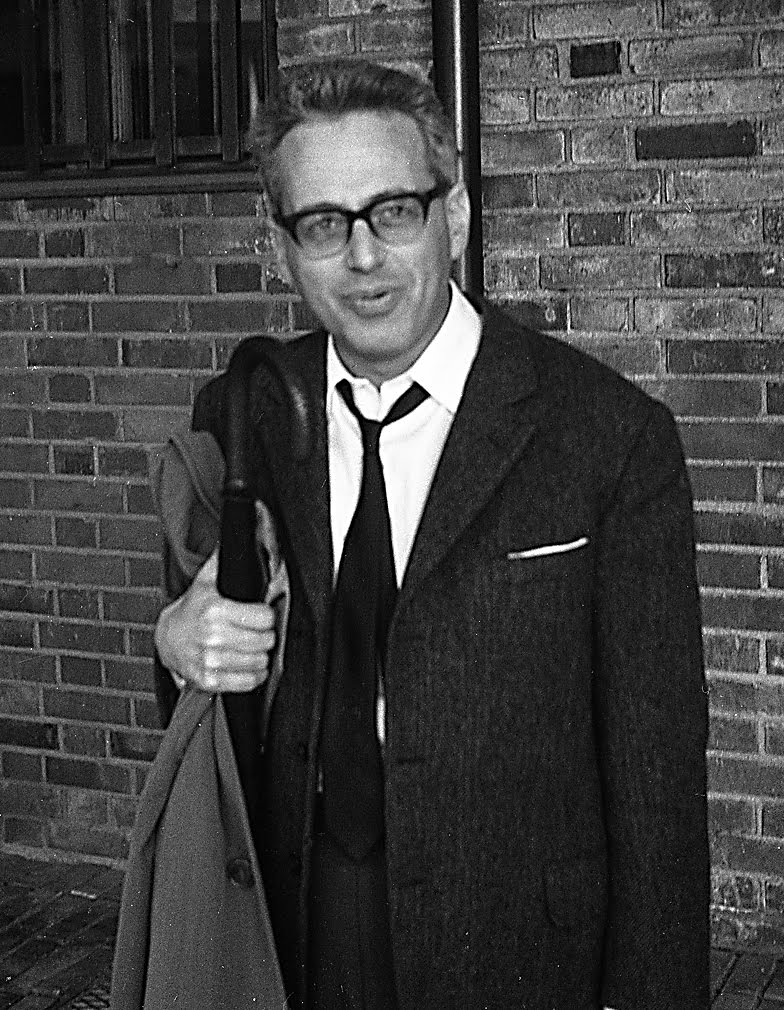
匈牙利作曲家利盖蒂·捷尔吉（图）在其晚年投入大量时间于推广维维尔的音乐

加拿大广播公司的主持人和作曲家大卫·贾格尔说：“维维尔的才华足以理解所有的理论，但他从来没有让理论阻碍自我表达的方式。他是独特的声音，既有复杂度又有清晰度。”他的朋友哈里·哈尔布赖希写道：“他的音乐确实与其他任何音乐不同，完全位于所有潮流的边缘。从表达方式上看，他的音乐直接而动人，只有干枯的心才会在他的音乐中迷失方向。我们无法对这个边缘的天才进行分类。克劳德·维维尔找到了许多人都在寻找的东西：真正的新简约音乐的秘密。”
现代主义作曲家路易斯·安德里森和利盖蒂·捷尔吉认为维维尔为自己的音乐提供了巨大灵感；利盖蒂在维维尔死后投入大量时间推广他的音乐，他说：“他的音乐是斯特拉文斯基和梅西安的作品以来最显著、甚至是最重要的发展之一”，且“他既不新，也不复古，但同时完全在先锋派之外。正是在复杂音色的诱惑和感性中，他揭示了自己是伟大的大师。”

### 遗产和致敬
维维尔的密友泰蕾兹·德雅尔丹被指定为他的大部分物品和工艺品的策展人，并随后成立了维维尔之友（法語：Les Amis de Claude Vivier，后改名为维维尔基金会，Foundation Vivier），一个致力于推广他的音乐和生平细节的组织。他的原始手稿和不完整的草绘被德雅尔丹捐赠给蒙特利尔大学，目前被存放在那里。
前蒙特利尔魁北克音乐学院同学、实验作曲家瓦尔特·布德罗分别于1987年和1990年指挥《悉达多》（1975年）和《你相信灵魂的不朽吗？》（1983年）的首演，与蒙特利尔的各个管弦乐团和室内乐队合作。2013年，伦敦当代乐团在伦敦一座废弃的地铁站为《你相信灵魂的不朽吗？》举办了一场特别音乐会，以摹拟该作品的主题。
2005年，塞尔维亚裔德国作曲家马尔科·尼科迪耶维奇为纪念维维尔创作了乐队作品《暗室 / 维维尔之墓》（法語：chambres de ténèbres / tombeau de claude vivier）。他后来在2014年为慕尼黑双年展创作并首演了歌剧《维维尔》，剧本由贡特尔·格尔廷格（Gunther Geltinger）创作。这部作品主要是传记式的，重点是维维尔生命中的最后几年。
2007年，魁北克当代音乐协会委托漫画家 Zviane 创作一部关于维维尔的作品，作为他们“致敬”系列的一部分，纪念维维尔去世25周年。Zviane 与编剧马蒂娜·罗姆（Martine Rhéaume）合作，同年出版了《耳朵里的星星》（法語：Des étoiles dans les oreilles）。由 Zviane 撰写的内页介绍中写道：“维维尔。克劳德·维维尔。就像我们说：莫扎特。沃尔夫冈·阿马德乌斯·莫扎特……认可我们自己的英雄不是很正常吗？如果音乐是人类的基本表达，那么克劳德·维维尔懂得如何表达[魁北克]文化的精髓，我们的历史，我们的梦想。维维尔是真正的‘国宝’。”

## 作品列表

### 音乐作品完整列表
以时间顺序：
- L'homme（1967年；丢失），为管风琴
- Prélude pour piano（1967年；丢失），为钢琴
- Invention sur un thème pentatonique（1967年；未完成），为管风琴
- Quatuor à cordes（1968年），为弦乐四重奏
- Ojikawa（1968年），为女高音、单簧管和定音鼓
- Musique pour une liberté à bâtir（1968–69年），为女声和管弦乐团
- Prolifération（1969年，1976年修改），为馬特諾音波琴、钢琴和打击乐
- Hiérophanie（1970–71年），为女高音和乐队
- Musik für das Ende（1971年），为20名人声和打击乐
- Deva et Asura（1971–72年），为室内管弦乐团
- Variation I（1972年），为磁带
- （无标题）（1972年），为磁带
- Hommage: Musique pour un vieux Corse triste（1972年），为磁带
- Désintégration（1972年），为双钢琴和磁带（可选）
- Chants（1973年），为七名女声
- O! Kosmos（1973年），为女高音和 SATB 合唱团
- Jesus erbarme dich（1973年），为女高音和合唱团
- Lettura di Dante（1974年），为女高音和混合七重奏
- Hymnen an die nacht（1975年），为女高音和钢琴
- Liebesgedichte（1975年），为四名声乐和乐队
- Pièce pour flûte et piano（1975年），为长笛和钢琴
- Pièce pour violon et clarinette（1975年），为小提琴和单簧管
- Pièce pour violon et piano（1975年），为小提琴和钢琴
- Pièce pour violoncelle et piano（1975年），为大提琴和钢琴
- Pour guitare（1975年），为吉他
- Pianoforte（1975年），为钢琴
- Improvisation pour basson et piano（1975年），为巴松管和钢琴
- Siddhartha（1976年），为管弦乐团
- Woyzeck（1976年），为磁带
- Learning（1976年），为四把小提琴和打击乐
- Journal（1977年），为四名人声、合唱团和打击乐
- Love Songs（1977），为七名声乐而作的芭蕾
- Pulau Dewata（1977年），为任意乐器组合
- Shiraz（1977年），为钢琴
- Les Communiantes（1977年），为管风琴
- Nanti Malam（1977年），为七名人声
- Paramirabo（1978年），为长笛、小提琴、大提琴和钢琴
- Greeting Music（1978年），为长笛、双簧管、打击乐、钢琴和大提琴
- Kopernikus（1979年），两幕歌剧
- Orion（1979年），为管弦乐团
- Aikea（1980年），为三名打击乐手
- Zipangu（1980年），为弦乐团
- Lonely Child（1980年），为女高音和管弦乐团
- Cinq chansons pour percussion（1980年），为打击乐手独奏
- Bouchara（1981年），为女高音和室内乐队
- Et je reverrai cette ville étrange（1981年），为和室内乐队
- A Little Joke（1981年），为 SATB 合唱团
- Samarkand（1981年），为木管五重奏和钢琴
- Wo bist du Licht!（1981年），为女中音、管弦乐团和磁带
- Trois airs pour un opéra imaginaire（1982年），为女高音和乐队
- Rêves d'un Marco Polo（1981–83年；未完成），为合唱团、念白和室内乐队
- Glaubst du an die Unsterblichkeit der Seele?（1983年；未完成），为合唱团、念白和室内乐队
- Tchaïkovski, un réquiem Russe（1983年；未完成)，歌剧

### 已发表诗作完整列表
以时间顺序：
- Musique（1964-65年）
- En musicant（1964-65年）
- L'Amour（1965年）
- Serge Bélisle（1965年）
- Noël（1965年）
- Postulat（1965年）
- Not' petit bonheur（1965年）
- Le clown（1965-66年）

### 引用
1. 1 2 3 4  Braes (2003)，第1頁.
2. 1 2  Gilmore (2014)，第17頁.
3. ↑  Gilmore (2014)，第385頁.
4. 1 2 3  Gilmore (2007), p. 2
5. ↑  Gilmore (2014)，第24頁.
6. 1 2 3  Cherney, Lawrence (2018). "The tragic real-life story of Quebec composer Claude Vivier is mirrored in his music" （页面存档备份，存于） CBC Radio. Retrieved 5 July 2022.
7. 1 2  Gilmore (2014), p. 25
8. 1 2 3  Griffiths, Paul (1996). "From the Edge of Experience, a New Sound" （页面存档备份，存于）. The New York Times. Retrieved 2 July 2022.
9. 1 2 3  Kustanczy, Catherine (2019). "Claude Vivier: A Cosmic Seeker's Star Ascends" （页面存档备份，存于） Opera Canada. Retrieved 5 July 2022.
10. 1 2 3 4 5 6 7  Brown, Jeffrey (2016). "Black Magic" （页面存档备份，存于） VAN Magazine. Retrieved 6 July 2022.
11. ↑  Rogers (2008)，第29頁.
12. 1 2  Robert (1991)，第33頁.
13. 1 2 3  Gilmore (2014)，第27頁.
14. 1 2 3  Gilmore (2014)，第28頁.
15. ↑  Gilmore (2014)，第30頁.
16. 1 2  Gilmore (2007)，第15頁.
17. 1 2 3  Clements, Andrew (2022). "Claude Vivier weekend review – unruly and utterly distinctive" （页面存档备份，存于）. The Guardian. Retrieved 30 June 2022.
18. 1 2 3  Goldman (2019)，第206頁.
19. 1 2 3 4 5 6 7  Hickling, Alfred (2008). "Soul's rebirth" （页面存档备份，存于）. The Guardian. Retrieved 6 July 2022.
20. 1 2 3 4  Gilmore (2014)，第31頁.
21. 1 2 3 4 5 6 7 8 9 10  Bowness, Gordon (2021). "Claude Vivier is the most famous composer you've never heard of" （页面存档备份，存于） Xtra Magazine. Retrieved 6 July 2022.
22. 1 2  Gilmore (2014)，第32頁.
23. ↑  Gilmore (2014)，第33頁.
24. ↑  Gilmore (2014)，第36頁.
25. ↑  Gilmore (2014)，第34頁.
26. ↑  Gilmore (2014)，第35頁.
27. ↑  Gervasoni, Pierre (2018). "All the ghosts of Claude Vivier" （页面存档备份，存于） Le Monde. Retrieved 20 July 2022.
28. ↑  Robert (1991)，第35頁.
29. 1 2  Gilmore (2014)，第37頁.
30. ↑  Rodgers, Caroline (2014). "Le destin tragique de Claude Vivier" （页面存档备份，存于） La Presse. Retrieved 20 July 2022.
31. 1 2  Marshall (2016)，第5頁.
32. ↑  Gilmore (2014)，第38頁.
33. 1 2 3  Gilmore (2014)，第39頁.
34. ↑  Gilmore (2014)，第40頁.
35. 1 2 3  Gilmore (2014)，第55頁.
36. ↑  Gilmore (2014)，第48頁.
37. 1 2 3  Braes (2003)，第2頁.
38. 1 2  Gilmore (2014)，第42頁.
39. ↑  Vivier (1991)，第41頁.
40. ↑  Vivier (1991)，第45頁.
41. ↑  Gilmore (2014)，第52頁.
42. 1 2 3  Rhéaume (2021)，第30頁.
43. ↑  Bridle, Marc (2022). "Zipangu and Lonely Child: Two Claude Vivier masterpieces in magnificent performances by the London Sinfonietta" （页面存档备份，存于） Opera Today. Retrieved 6 July 2022.
44. 1 2  Gilmore (2014)，第4頁.
45. ↑  Gilmore (2009)，第18頁.
46. ↑  Gilmore (2014)，第54-55頁.
47. 1 2  Frykberg (1982)，第8頁.
48. ↑  Robert (1991)，第34頁.
49. ↑  Gilmore (2014)，第44頁.
50. ↑  Gilmore (2014)，第45頁.
51. ↑  Gilmore (2014)，第56頁.
52. ↑  Gilmore (2014)，第49頁.
53. 1 2  Gilmore (2014)，第67頁.
54. ↑  Bratishenko, Lev (2017). "SCRUTINY | Kopernikus Heralds Opera In The 21st Century" （页面存档备份，存于） Ludwig Van Toronto. Retrieved 20 July 2022.
55. 1 2 3  Christian (2014)，第16頁.
56. 1 2 3  Gilmore (2007), p. 4
57. ↑  Gilmore (2014)，第60頁.
58. ↑  Gilmore (2014)，第69頁.
59. 1 2 3 4 5  Tremblay (1983)，第4頁.
60. ↑  Goldman (2019)，第212頁.
61. 1 2  Gilmore (2014)，第70頁.
62. 1 2 3 4  Braes (2003)，第3頁.
63. ↑  Lankenau et al. (2012)，第28頁.
64. ↑  Gilmore (2014)，第177頁.
65. ↑  Goldman (2019)，第210頁.
66. ↑  Gilmore (2014)，第71頁.
67. 1 2 3  Rhéaume (2021)，第32頁.
68. 1 2 3  Kustanczy, Catherine (2018). "Why Quebec composer Claude Vivier was ahead of his time" （页面存档备份，存于）. The Globe and Mail. Retrieved 30 June 2022.
69. 1 2 3  Ross, Alex (1996). "Far Out, Far In, Far and Away" （页面存档备份，存于） The New York Times. Retrieved 5 July 2022.
70. ↑  Gilmore (2014)，第73頁.
71. 1 2  Gilmore (2014)，第106頁.
72. ↑  Gilmore (2009)，第38頁.
73. 1 2 3  Gilmore (2014)，第138頁.
74. 1 2  Gilmore (2014)，第139頁.
75. ↑  Lesage (2008)，第108頁.
76. ↑  Gilmore (2009)，第40頁.
77. 1 2  Gilmore (2014)，第142頁.
78. ↑  Gilmore (2009)，第36頁.
79. 1 2  Gilmore (2009)，第39頁.
80. ↑  Gilmore (2009)，第36–37頁.
81. 1 2  Rivest (1985)，第36頁.
82. ↑  Lesage (2008)，第107頁.
83. ↑  Gilmore (2014)，第144頁.
84. ↑  Goldman (2019)，第213頁.
85. 1 2  Gilmore (2007)，第5頁.
86. 1 2  Lesage (2008)，第110頁.
87. ↑  Goldman (2019)，第214頁.
88. ↑  Lesage (2008)，第109頁.
89. ↑  Braes (2003)，第4頁.
90. ↑  Goldman (2019)，第208頁.
91. ↑  Lesage (2008)，第119頁.
92. ↑  Braes (2003)，第13頁.
93. ↑  Gilmore (2014)，第244頁.
94. ↑  Gilmore (2014)，第348頁.
95. ↑  Gilmore (2014)，第180頁.
96. ↑  Kosman, Joshua (1998). "Claude Vivier's Transcending Of Tragedy / Slain Canadian composer's 'Siddhartha' exemplifies the nature of his work （页面存档备份，存于）. The San Francisco Chronicle. Retrieved 25 July 2022.
97. 1 2 3  Gilmore (2014)，第196頁.
98. 1 2  Braes (2003)，第8頁.
99. ↑  Gilmore (2014)，第197頁.
100. ↑  Rogers (2008)，第32頁.
101. 1 2  Rogers (2008)，第38頁.
102. ↑  Gilmore (2014)，第181頁.
103. 1 2  Gilmore (2014)，第188頁.
104. ↑  Gilmore (2014)，第189頁.
105. ↑  Gilmore (2014)，第193頁.
106. ↑  Brown, Jeffrey (2018). "The Death and Life of Spectral Music" （页面存档备份，存于） VAN Magazine. Retrieved 20 July 2022.
107. ↑  Braes (2003)，第x頁.
108. 1 2 3 4 5  Braes (2003)，第5頁.
109. ↑  Gilmore (2014)，第215頁.
110. ↑  Gilmore (2014)，第240頁.
111. 1 2  Lankenau et al. (2012)，第38頁.
112. ↑  Gilmore (2014)，第209頁.
113. 1 2 3  Braes (2003)，第12頁.
114. ↑  Braes (2003)，第39頁.
115. 1 2 3  Bratby, Richard (2022)."Claude Vivier ought to be a modern classic. Why isn't he?" （页面存档备份，存于） The Spectator. Retrieved 6 July 2022.
116. ↑  Christian (2014)，第20頁.
117. ↑  Gilmore (2014)，第217頁.
118. ↑  Swed, Mark (2013). "Dudamel conducts Stravinsky's 'Firebird' to opulent heights" （页面存档备份，存于） The Los Angeles Times. Retrieved 20 July 2022.
119. ↑  Woolfe, Zachary (2017). "M.T.T. Moves On: The Week’s 8 Best Classical Music Moments on YouTube" （页面存档备份，存于） The New York Times. Retrieved 20 July 2022.
120. ↑  Christian (2014)，第19頁.
121. ↑  Marshall (2016)，第11頁.
122. ↑  Rogers (2008)，第37頁.
123. ↑  Braes (2003)，第199頁.
124. ↑  Marshall (2016)，第7頁.
125. ↑  Gilmore (2014)，第206頁.
126. 1 2  Braes (2003)，第6頁.
127. ↑  Marshall (2016)，第22–23頁.
128. ↑  Braes (2003)，第ix頁.
129. ↑  Richard (2017)，第23–24頁.
130. 1 2 3  Braes (2003)，第9頁.
131. ↑  Gilmore (2014)，第258頁.
132. ↑  Lankenau et al. (2012)，第15頁.
133. ↑  Betts, Richard (2020). "Legendary theatre and opera director Peter Sellars to visit New Zealand" （页面存档备份，存于） New Zealand Herald. Retrieved 20 July 2022.
134. ↑  Gilmore (2007)，第3頁.
135. 1 2  Braes (2003)，第15頁.
136. ↑  Goldman (2019)，第11頁.
137. ↑  Braes (2003)，第16-17頁.
138. ↑  Braes (2003)，第ii頁.
139. 1 2  Marshall (2016)，第12頁.
140. ↑  Marshall (2016)，第13頁.
141. ↑  Goldman (2019)，第224頁.
142. ↑  Goldman (2019)，第218頁.
143. ↑  Goldman (2019)，第220頁.
144. ↑  Gilmore (2014)，第322頁.
145. 1 2  Braes (2003)，第7頁.
146. 1 2  Frykberg (1982)，第9頁.
147. 1 2 3  Marshall (2016)，第8頁.
148. ↑  Martin, Sylvaine (1981). "Claude Vivier nommé compositeur de l'année." La Scène musicale.
149. 1 2  Gilmore (2014)，第18頁.
150. ↑  Gilmore (2014)，第336頁.
151. ↑  Gilmore (2014)，第338頁.
152. ↑  Gilmore (2014)，第339頁.
153. ↑  Gilmore (2014)，第341頁.
154. ↑  Marshall (2016)，第4頁.
155. ↑  Gilmore (2014)，第358頁.
156. ↑  Keillor, John (2003). "It was only a matter of time" （页面存档备份，存于）. The Globe and Mail. Retrieved 8 August 2022.
157. ↑  Gilmore (2014)，第364頁.
158. 1 2  Gilmore (2014)，第365頁.
159. ↑  Gilmore (2014)，第367頁.
160. ↑  Gilmore (2014)，第366頁.
161. 1 2 3  Gilmore (2014)，第379頁.
162. ↑  Gilmore (2014)，第373頁.
163. 1 2 3  Gilmore (2014)，第376頁.
164. 1 2 3  Gilmore (2014)，第374頁.
165. ↑  Gilmore (2014)，第14頁.
166. 1 2  Gilmore (2014)，第372頁.
167. 1 2  Woolfe, Zachary (2017). "A Canadian Composer's Death-Obsessed Search for Connection" （页面存档备份，存于）. The New York Times. Retrieved 2 July 2022.
168. ↑  Gilmore (2014)，第223–226頁.
169. 1 2 3  Gilmore (2014)，第377頁.
170. ↑  Gilmore (2014)，第377–378頁.
171. 1 2 3 4  Gilmore (2014)，第378頁.
172. ↑  佚名. (1983). "Pascal, 20 ans, avoue le meurtre de trois homosexuels". Libération.
173. ↑  Caron, David. . Ithaca, New York: Cornell University Press. 2009. ISBN 978-0-8014-4773-0. OCLC 263065358.
174. ↑  Vilarem, Laurent; Carrefour de la Création (2019). "C'est Claude Vivier qu'on assassine" （页面存档备份，存于）. Radio France. Retrieved 31 July 2022.
175. ↑  佚名. (1983). "La 'java' meurtrière de Pascal Dolzan" （页面存档备份，存于）. Le Monde. Retrieved 25 July 2022.
176. ↑  Métayer, S. (1991). "Mutinerie: Procès de Tarbes" （页面存档备份，存于）. La lettre de cavales. Retrieved 31 July 2022.
177. 1 2  Gilmore (2014)，第375頁.
178. ↑  Gilmore (2014)，第381頁.
179. ↑  Gilmore (2014)，第380頁.
180. ↑  Gilmore (2014)，第195頁.
181. 1 2 3 4  Gimon, Katerina (2017). "Four Things You Need to Know About Claude Vivier" （页面存档备份，存于）. Soundstreams Canada. Retrieved 16 July 2022.
182. 1 2  Gilmore (2014)，第117-118頁.
183. ↑  Gilmore (2014)，第117頁.
184. ↑  Gilmore (2014)，第16頁.
185. 1 2  Gilmore (2014)，第230頁.
186. 1 2  Gilmore (2014)，第418頁.
187. 1 2  Rhéaume (2021)，第28頁.
188. 1 2  Rhéaume (2021)，第29頁.
189. 1 2  Rhéaume (2021)，第33頁.
190. ↑  Rhéaume (2021)，第34頁.
191. ↑  Gilmore (2014)，第154頁.
192. ↑  Gilmore (2014)，第151-152頁.
193. ↑  Gilmore (2014)，第311頁.
194. ↑  Gilmore (2014)，第312頁.
195. ↑  Dubowsky (2016)，第9頁.
196. ↑  Hind, Rolf (2015). "Queer Pitch: is there such a thing?" （页面存档备份，存于） The Guardian. Retrieved 20 July 2022.
197. ↑  Gilmore (2014)，第359頁.
198. ↑  Gilmore (2014)，第382頁.
199. ↑  Anon. (1994). "Christopher Coe, 41; Wrote Gay Novels" （页面存档备份，存于）. The New York Times. Retrieved 3 August 2022.
200. ↑  Gilmore (2014)，第344頁.
201. ↑  Gilmore (2014)，第343頁.
202. ↑  Trochimczyk (2014)，第23頁.
203. ↑  Goldman (2019)，第205頁.
204. ↑  Lankenau et al. (2012)，第32頁.
205. ↑  Braes (2003)，第14頁.
206. ↑  Nattiez (1991)，第5頁.
207. ↑  Rhéaume (2008b)，第47頁.
208. 1 2 3  Gilmore (2014)，第190頁.
209. ↑  Gilmore (2009)，第41頁.
210. 1 2  Harman (2013)，第141頁.
211. ↑  Gilmore (2014)，第357頁.
212. ↑  Gilmore (2014)，第29頁.
213. ↑  Christian (2014)，第15頁.
214. ↑  Christian (2014)，第17頁.
215. ↑  Gilmore (2014)，第80頁.
216. ↑  Gilmore (2014)，第191頁.
217. ↑  Gilmore (2014)，第207頁.
218. ↑  Christian (2014)，第18頁.
219. ↑  Christian (2014)，第24頁.
220. ↑  Christian (2014)，第26頁.
221. ↑  Christian (2014)，第23頁.
222. ↑  Lesage (2008)，第120頁.
223. 1 2  Marshall (2016)，第1頁.
224. ↑  Trochimczyk (2014)，第22頁.
225. ↑  Lankenau et al. (2012)，第16頁.
226. ↑  Nattiez (1991)，第6頁.
227. ↑  Lankenau et al. (2012)，第18頁.
228. ↑  Lankenau et al. (2012)，第42頁.
229. ↑  Gilani, Nadia (2013). "Orchestra heads underground for new fans at abandoned Tube station" （页面存档备份，存于）. Metro. Retrieved 2 August 2022.
230. ↑  Morrison, Richard (2013). "Late composer Claude Vivier goes underground" （页面存档备份，存于）. The Times. Retrieved 25 July 2022.
231. ↑  佚名. (2014)."New Chamber Opera: 'Vivier: A Night Report' by Marko Nikodijevic". Sikorski. Retrieved 8 August 2022.
232. ↑  Zviane (2007)，第i-ii頁.
233. ↑  Lankenau et al. (2012)，第50頁.
234. ↑  Vivier (1991)，第39-46頁.

### 信息和目录
- 官方网站；包含作品列表和生平信息
- 克劳德·维维尔 （页面存档备份，存于）在加拿大国家艺术中心网站上的页面
- 克劳德·维维尔 （页面存档备份，存于）在《加拿大百科全书》中的页面
- 克劳德·维维尔 （页面存档备份，存于）在魁北克当代音乐协会网站上的页面
- 克劳德·维维尔在博浩出版社网站上的页面
- 克劳德·维维尔 （页面存档备份，存于）在卡伊洛斯唱片（英语：Kairos (record label)）网站上的页面
- 克劳德·维维尔 （页面存档备份，存于）在拿索斯唱片的页面
- 克劳德·维维尔在互联网电影资料库（IMDb）上的資料（英文）
- 克劳德·维维尔在Allmusic上的頁面
- 克劳德·维维尔的Discogs页面（英文）
- 克劳德·维维尔在B.R.A.H.M.S.上的页面

### 媒体
- 互联网电影数据库上的《孤独的孩子：克劳德·维维尔的想象世界》（1988年） （页面存档备份，存于）；一部描述维维尔生平和音乐表演的影片，由加拿大政府资助
- 互联网电影数据库上的《克劳德·维维尔：一位马可波罗之梦》（2006年） （页面存档备份，存于）；维维尔未完成的同名康塔塔的舞台英语表演
- YouTube上的伟大的作曲家：克劳德·维维尔；美国作曲家托马斯·利特尔（Thomas Little）2017年的一部短纪录片
- YouTube上的对话：《孤独的孩子》—克劳德·维维尔；BBC广播3台（英语：BBC Radio 3）2012年11月播出的《50部现代经典》节目的片段。包括对女高音芭芭拉·汉尼根和乐评人保罗·格里菲思（英语：Paul Griffiths (writer)）的采访

### 聆听
- YouTube上的Pour guitare（1975年）（乐谱视频）
- YouTube上的Shiraz（1977年）（乐谱视频）
- YouTube上的Paramirabo（1978年）（乐谱视频）
- YouTube上的Lonely Child（1980年）（乐谱视频）
- YouTube上的Wo bist du Licht!（1981年）（乐谱视频）
- YouTube上的Bouchara（1981年）（乐谱视频）
- YouTube上的Glaubst du an die Unsterblichkeit der Seele?（1983年）（乐谱视频）